# Pedro Aranda Díaz-Muñoz
Pedro Aranda Díaz-Muñoz (ur. 29 czerwca 1933 w León, zm. 11 listopada 2018 w Tulancingo) – meksykański biskup rzymskokatolicki, w latach 1975–2008 ordynariusz Tulancingo.

## Życiorys
Święcenia kapłańskie przyjął 28 października 1956. 10 kwietnia 1975 został prekonizowany biskupem Tulancingo. Sakrę biskupią otrzymał 24 czerwca 1975. 25 listopada 2006 został mianowany arcybiskupem. 4 czerwca 2008 przeszedł na emeryturę. Zmarł 11 listopada 2018.